# 魏宸组

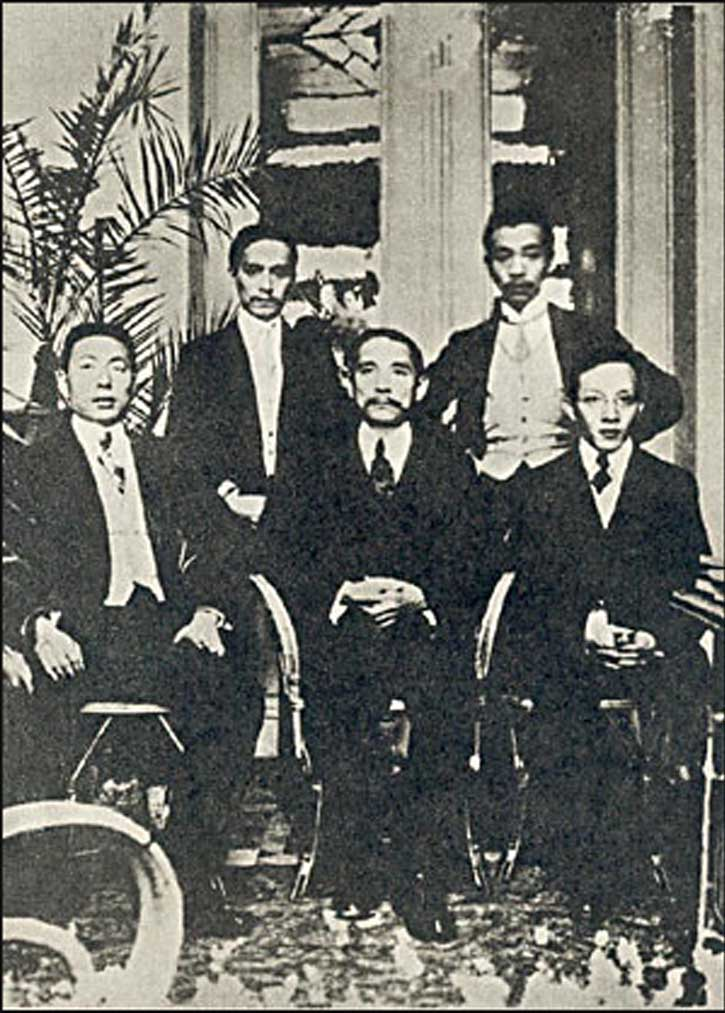
孫中山與中國留學生在比利時合影，約1905年。前排左起：魏宸組，孫中山，胡秉柯；後排左起：史青，朱和中

魏宸组（1885年—1942年8月），字注东，湖北省江夏县人，中国民主革命家、外交官。

## 生平
魏宸组是清朝法政通榜举人。1903年，魏宸组和吴禄贞、李书城在武昌秘密组织花园山聚会进行反清。1903年12月，清政府选派魏宸组赴比利时留学。1905年，魏宸组在比利时会见孙中山，后组织留学生加入同盟会，和石瑛、吴稚晖均为欧洲同盟会核心干部，魏宸组负责联络留学法国、比利时学生。
1912年南京临时政府成立后，魏宸组任南京临时政府内阁外交部次长，当年2月充任迎袁南下就职欢迎员。后来，魏宸组任唐绍仪内阁的国务院秘书长。1912年11月22日，魏宸组被派任中国驻荷兰公使。1919年1月至1921年8月，魏宸组担任中国驻比利时公使。1919年，魏宸组作为中国代表团成员出席了巴黎和会，曾拒绝在《凡尔赛对德和约》上签字。1921年至1925年，魏宸组担任中国驻德国公使。1925年11月25日，魏宸组担任督办全国铁道筹办。1937年1月7日，國民政府任魏宸組為駐波蘭特命全權公使:5332。至1938年，魏宸组担任中国驻波兰公使。1939年第二次世界大战爆发后，魏宸组回国。1942年，魏宸组在上海逝世。
魏宸组的遗体葬于武汉市洪山区青山建设乡魏家村。

## 纪念
2011年在石门峰名人文化公园修建了他的衣冠冢。